# Благодарев, Сергей Александрович
Сергей Александрович Благодарев (16 февраля 1894, Вильно, Российская империя — 24 августа 1965, Ленинград, РСФСР, СССР) — капитан 1-го ранга советского военно-морского флота.

## Служба в Императорском флоте. Участие в Первой мировой войне
Окончил Нижегородский графа Аракчеева кадетский корпус и Морской корпус с производством в чин мичмана со старшинством с 30 июня 1915 года.
Во время Первой мировой войны служил на Балтийском флоте в должности ревизора и вахтенного начальника эскадренного миноносца «Сибирский стрелок». В должности артиллерийского офицера эскадренного миноносца «Константин» участвовал в Ледовом походе.

## Служба в РККА

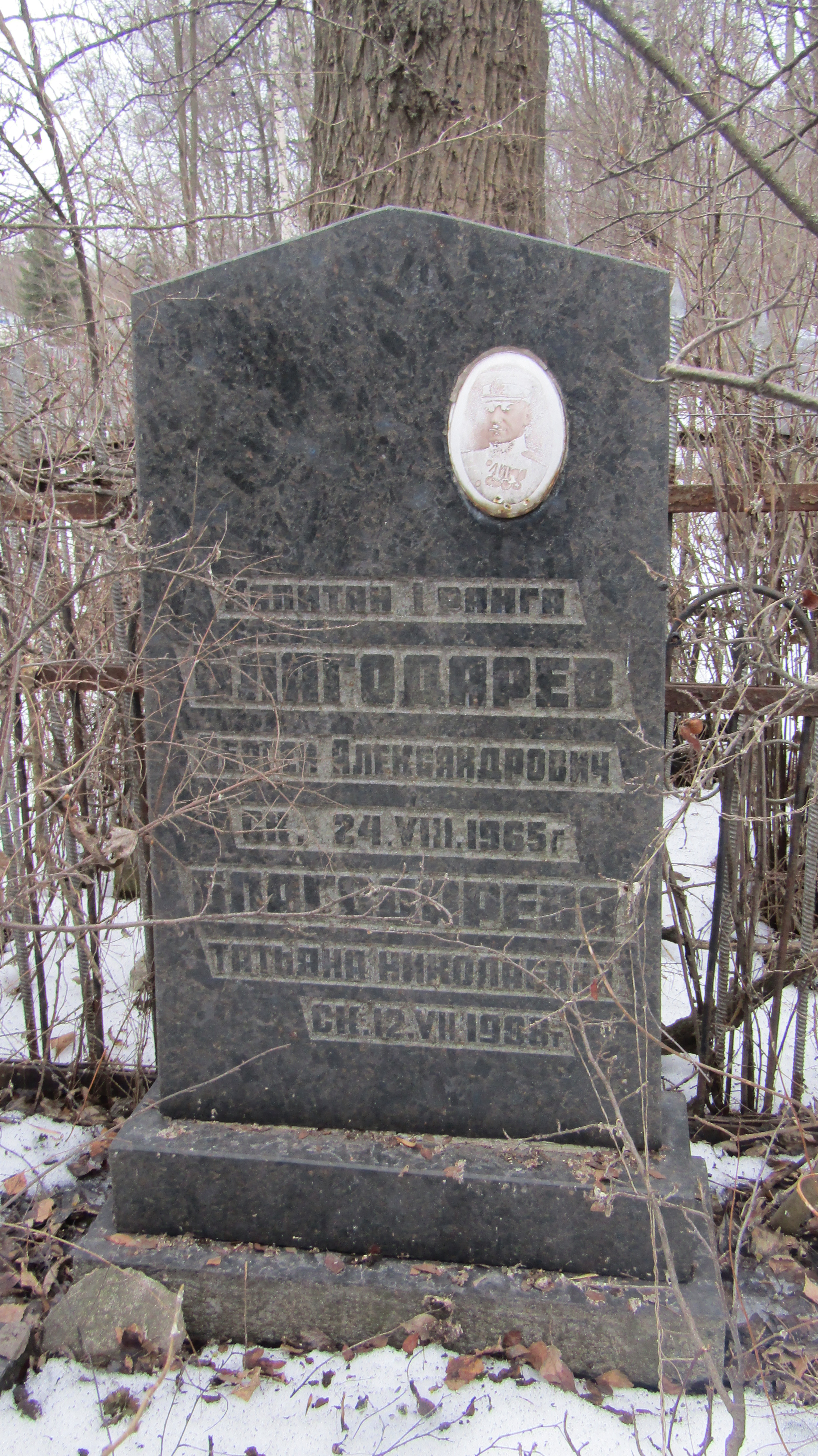
Могила Благодарева С.А. Серафимовское кладбище, Санкт-Петербург.

С декабря 1918 года по июль 1919 года военмор Благодарев обучался в артиллерийском отделе Соединённых классов для подготовки специалистов командного состава флота. Летом 1919 года участвовал в боевых действиях в должности флагманского артиллериста Донской флотилии. Осенью 1919 года участвовал в обороне Астрахани в должности старшего секретаря командующего Волжско-Каспийской флотилии. В мае-июле 1920 года занимал должность командира вспомогательного крейсера «Советский Азербайджан» и артиллериста Бакинского порта.

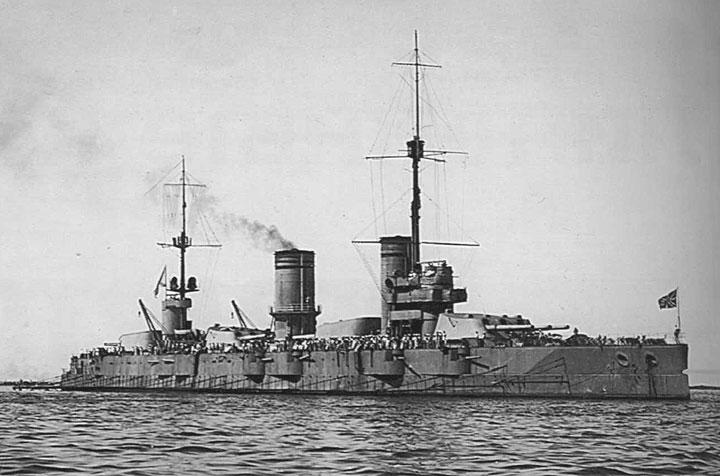
Линейный корабль «Парижская коммуна»

 В июле 1920 года занимал должность старшего флаг-секретаря командующего морских сил Балтийского моря. 21 июля 1920 года назначен командиром эскадренного миноносца «Сибирский стрелок». В 1920—1922 годах командовал эскадренными миноносцами «Десна» и «Амурец», дивизионом эскадренных миноносцев. 4 июля 1922 года назначен временно исполняющим должность командира линейного корабля «Парижская коммуна». В 1924—1925 годах занимал должность помощника начальника оперативной части штаба морских сил Балтийского моря.
В 1925—1928 годах Благодарев обучался в Военно-морской вкадемии. В 1928—1930 годах занимал должность начальника 1-го Управления УВМС РККА. 25 апреля 1931 года был назначен помощником начальника 7-го сектора 1-го Управления УВМС РККА. 2 сентября 1932 года был назначен помощником начальника 3-го сектора 3-го Управления УВМС РККА. В 1934—1935 годах занимал должность начальника учебного сектора УВМС РККА. 2 декабря 1935 года присвоено звание капитана 1-го ранга. В 1938—1939 годах занимал должность начальника 1-го отдела Управления Военно-морских учебных заведений.
В 1939—1941 годах капитан 1-го ранга Благодарев занимал должность помощника начальника по строевой части и начальника учебного отдела Каспийского военно-морского училища. При увольнении «за исключительное добросовестное отношение к службе» ему была объявлена благодарность и он был награждён денежной премией в размере 500 руб..
В марте-ноябре 1941 года капитан 1-го ранга Благодарев был назначен начальником кафедры тактики Военно-морского училища имени М. В. Фрунзе. В ноябре 1941 года капитан 1-го ранга Благодарев был назначен начальником кафедры военно-морской географии Военно-морского училища имени М. В. Фрунзе. В феврале-декабре 1943 года занимал должность начальника 1-го отделения 1-го отдела управления Военно-морских учебных заведений. В декабре 1943 года назначен начальником 3-го отделения 1-го отдела управления Военно-морских учебных заведений. С февраля 1944 года занимал должность начальника организационного отдела управления Военно-морских учебных заведений. 22 июля 1944 года Указом Президиума Верховного совета СССР был награждён орденом Трудового Красного Знамени. 3 ноября 1944 года Указом Президиума Верховного совета СССР «за долгосрочную и безупречную службу» был награждён орденом Красного Знамени.
В 1944—1946 годах занимал должность заместителя начальника по учебно-строевой части Ленинградского нахимовского училища. В феврале 1945 года исполнял обязанности начальника училища. 21 февраля 1945 года Указом Президиума Верховного совета СССР «за долгосрочную и безупречную службу» был награждён орденом Ленина.
В 1946—1950 годах капитан 1-го ранга Благодарев занимал должность начальника 1-го отделения и старшего научного сотрудника Исторического отдела Главного штаба ВМС. В марте 1950 года уволен в отставку по болезни.